# Osteospermum
Genre
Osteospermum est un genre de plante à fleurs de la famille des Asteraceae, dont certaines espèces ont été placées dans les genres Dimorphotheca, Tripteris et Oligocarpus. Plusieurs d'entre elles sont aussi connues sous le nom de marguerite d'Afrique, marguerite du Cap ou souci pluvial[réf. nécessaire]. Cette plante pousse généralement en bord de mer pour fleurir de mai à octobre.
Ce sont des plantes vivaces herbacées ou arbustives.

## Liste des espèces
Selon Catalogue of Life (31 octobre 2018) :

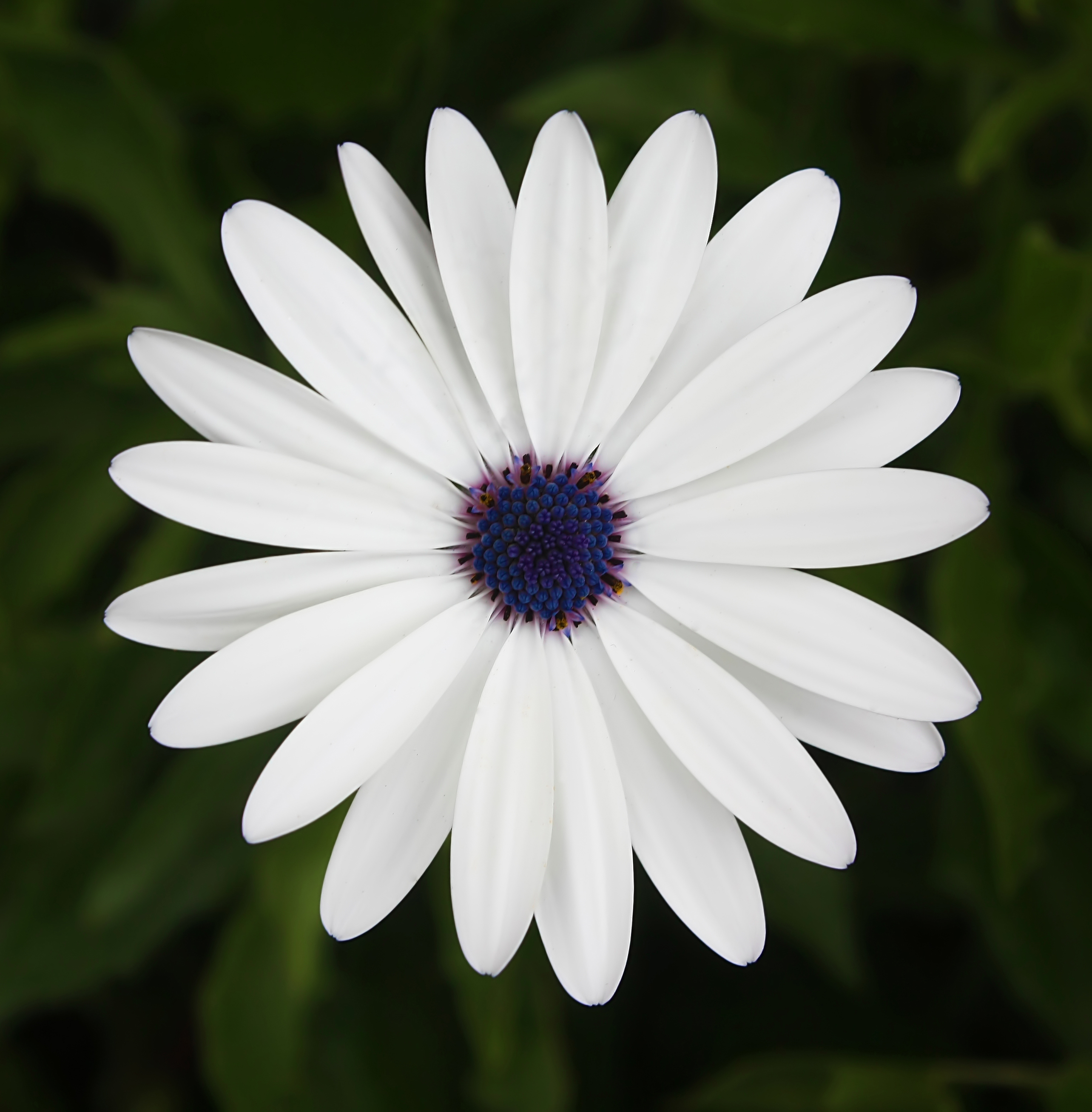
Osteospermum barberiae.

- Osteospermum acanthospermum (DC.) Norlindh
- Osteospermum aciphyllum DC.
- Osteospermum acutifolium (Hutch.) Norlindh
- Osteospermum afromontanum Norlindh
- Osteospermum amplectens (Harv.) Norlindh
- Osteospermum angolense Norlindh
- Osteospermum apterum (B.Nord.) J.C.Manning & Goldblatt
- Osteospermum armatum Norlindh
- Osteospermum asperulum (DC.) T. Norl.
- Osteospermum attenuatum O.M. Hilliard & B.L. Burtt
- Osteospermum auriculatum (S. Moore) T. Norl.
- Osteospermum australe B.Nord.
- Osteospermum barberae (Harv.) T. Norl.
- Osteospermum bidens Thunb.
- Osteospermum bolusii (Compton) T. Norl.
- Osteospermum breviradiatum Norlindh
- Osteospermum burttianum B.Nord.
- Osteospermum calcicola (J.C.Manning & Goldblatt) J.C.Manning & Goldblatt
- Osteospermum calendulaceum L. fil.
- Osteospermum caulescens Harv.
- Osteospermum ciliatum Berg.
- Osteospermum connatum DC.
- Osteospermum corymbosum L.
- Osteospermum crassifolium (O. Hoffm.) T. Norl.
- Osteospermum dentatum Burm. fil.
- Osteospermum ecklonis (DC.) Norlindh
- Osteospermum elsieae Norlindh
- Osteospermum fruticosum (L.) Norlindh
- Osteospermum grandidentatum DC.
- Osteospermum grandiflorum DC.
- Osteospermum hafstroemii Norlindh
- Osteospermum herbaceum L. fil.
- Osteospermum hirsutum Thunb.
- Osteospermum hispidum Harv.
- Osteospermum hyoseroides (DC.) T. Norl.
- Osteospermum ilicifolium L.
- Osteospermum imbricatum
- Osteospermum incanum
- Osteospermum junceum Thunb. ex Harv. & Sond.
- Osteospermum karrooicum (H. Bol.) T. Norl.
- Osteospermum lanceolatum DC.
- Osteospermum leptolobum (Harv.) T. Norl.
- Osteospermum microcarpum
- Osteospermum microphyllum DC.
- Osteospermum moniliferum
- Osteospermum monocephalum (Oliv. & Hiern) Norlindh
- Osteospermum monstrosum (Burm. fil.) J.C.Manning & Goldblatt
- Osteospermum montanum Klatt ex Schinz.
- Osteospermum muricatum
- Osteospermum nervosum (Hutch.) T. Norl.
- Osteospermum nordenstamii J.C.Manning & Goldblatt
- Osteospermum norlindhianum J.C.Manning & Goldblatt
- Osteospermum nyikense T. Norlindh
- Osteospermum oppositifolium (Ait.) T. Norl.
- Osteospermum pinnatilobatum Norlindh
- Osteospermum pinnatum (Thunb.) Norlindh
- Osteospermum polycephalum (DC.) T. Norl.
- Osteospermum polygaloides L.
- Osteospermum potbergense A.R.Wood & B.Nord.
- Osteospermum pterigoideum Klatt
- Osteospermum pyrifolium Norlindh
- Osteospermum rigidum
- Osteospermum rosulatum Norlindh
- Osteospermum rotundifolium (DC.) T. Norl.
- Osteospermum sanctae-helenae Norlindh
- Osteospermum scariosum DC.
- Osteospermum sinuatum (DC.) T. Norl.
- Osteospermum spathulatum (DC.) Norlindh
- Osteospermum spinescens Thunb.
- Osteospermum spinigerum (Norlindh) Norlindh
- Osteospermum spinosum L.
- Osteospermum striatum Burtt Davy
- Osteospermum subulatum DC.
- Osteospermum thodei Markotter
- Osteospermum tomentosum (L. fil.) Norlindh
- Osteospermum triquetrum L. fil.
- Osteospermum vaillantii (DC.) Norlindh
- Osteospermum volkensii (O. Hoffm.) Norlindh

Selon ITIS (31 octobre 2018) :
- Osteospermum calendulaceum L. f.
- Osteospermum ecklonis (DC.) Norl.
- Osteospermum fruticosum (L.) Norl.
- Osteospermum muricatum E. Mey. ex DC.
- Osteospermum sinuatum (DC.) Norl.
- Osteospermum spinescens Thunb.

## Voir Aussi
- Asteraceae
- Dimorphotheca